# Rhododendron riparioides
Rhododendron riparioides är en ljungväxtart som först beskrevs av James Cullen, och fick sitt nu gällande namn av Cubey. Rhododendron riparioides ingår i släktet rododendron, och familjen ljungväxter. Inga underarter finns listade i Catalogue of Life.